# Sophonia unicola
Sophonia unicola är en insektsart som beskrevs av Kuoh 19??. Sophonia unicola ingår i släktet Sophonia och familjen dvärgstritar. Inga underarter finns listade i Catalogue of Life.